# Aeroportul Hang Nadim
Aeroportul Hang Nadim (IATA: BTH, ICAO: WIDD) este un aeroport din Batam, Riau Islands⁠(d), Indonezia ce deservește zona Batam. Aeroportul a fost tranzitat în 2018 de 6.500.000 de pasageri. A fost deschis în 9 august 1965.
Situat la o altitudine de 38 m, aeroportul dispune de o singură pistă.